# Carlos de Lima Cavalcanti
Carlos de Lima Cavalcanti (Amaraji, 7 de julho de 1892 – Rio de Janeiro, 19 de setembro de 1967) foi um político brasileiro.
Concluído o curso de Direito em São Paulo, retornou para Pernambuco com o intuito de dirigir a usina da família, porém, não chegou a abandonar as atividades políticas. Em 1930, participou dos acontecimentos revolucionários, sendo escolhido interventor revolucionário de Pernambuco, fato estranho porque os demais interventores eram jovens tenentes.
Proprietário dos jornais recifenses Diário da Manhã e Jornal da Tarde, foi deputado estadual e governou Pernambuco entre 1930 e 1935, como interventor e, como governador eleito pela Assembleia Legislativa do Estado, de 1935 a 1937, quando foi deposto e retirou-se para o exterior.
Em 1945 foi eleito deputado constituinte, permanecendo na Câmara até 1959.

## Início da Trajetória[2]
Os pais do político são Artur de Siqueira Cavalcanti, que foi proprietário rural, e Elvira Clélia de Matos Lima. Ele descendeu de uma família pernambucana que tinha figuras brasileiras de destaque, como o arcebispo do Rio de Janeiro dos anos de 1897 a 1905, dom Joaquim Arcoverde de Albuquerque Cavalcanti; Pedro Ernesto Batista, que atuou como prefeito entre 1935 e 1936 do Distrito Federal e foi inventor também e ainda Pedro de Araújo Lima, que foi marquês de Olinda (PE) e também regente do Império de 1837 a 1840. 
Ele cursou o ensino fundamental e médio no Colégio Aires Gama, em Recife. Lá, estudou na mesma época em que Gilberto Amado e Assis Chateaubriand, um jornalista e outro político brasileiros respectivamente. 

No ano de 1910 conseguiu ingressar na Faculdade de Direito, onde permaneceu até o segundo ano da graduação. Vinculou-se ao Partido Republicano Federal de Pernambuco e se dedicou à uma campanha civil que estava sendo desenvolvida no estado de Pernambuco para apoiar a candidatura de Francisco de Assis Rosa e Silva, que representava e defendia as oligarquias açucareiras para a presidência do estado.  O movimento de apoio foi desenvolvido por Estácio Coimbra, no ano de 1911. 